# إدي فيليبس (كرة سلة)
إدي فيليبس (بالإنجليزية: Eddie Phillips)‏ مواليد 29 سبتمبر 1961 في برمنغهام، هو لاعب كرة سلة أمريكي سابق. بدأ مسيرته الاحترافية في سنة 1982. تم اختياره من قبل فريق بروكلين نتس خلال الدرافت. حمل الرقم 51. يبلغ طوله 6 قدم 7 بوصة (2.0 م). اعتزل اللعب في 1995.

## المسيرة الاحترافية
لعب مع بروكلين نتس في موسم 1982–1983، ثم لعب مع فولجور ليبرتاس فورلي في موسم 1983–1984، ثم لعب مع كانارياس لكرة السلة في الدوري الإسباني من سنة 1984 إلى 1988.

## روابط خارجية
- إدي فيليبس على موقع إن بي أي (الإنجليزية)
- إدي فيليبس على موقع سبورتس رفرنس (الإنجليزية)
- إدي فيليبس على موقع الدوري الإسباني لكرة السلة (الإسبانية)
- إدي فيليبس على موقع كلية كرة السلة في سبورتس رفرنس.كوم (الإنجليزية)
- إدي فيليبس على موقع ريلجم (الإنجليزية)
- إدي فيليبس على موقع بروبوليرز (الإنجليزية)
- إدي فيليبس على موقع سبورتس رفرنس (الإنجليزية)